# 9104 Мацуо
9104 Мацуо (9104 Matsuo) — астероїд головного поясу, відкритий 20 грудня 1996 року.
Тіссеранів параметр щодо Юпітера — 3,296.